# Anastasia Kulikova
Anastasija Andreevna Kulikova (in russo Анастасия Андреевна Куликова?; Rjazan', 15 febbraio 2000) è una tennista russa naturalizzata finlandese.

## Carriera
Anastasia Kulikova si è aggiudicata in carriera 9 titoli in singolare e 2 in doppio nel circuito ITF. In singolare ha raggiunto la 220ª posizione il 21 febbraio 2022, mentre in doppio la 581ª il 9 agosto 2021.
Ha raggiunto la sua prima semifinale al Korea Open 2021, dove è stata sconfitta dalla poi vincitrice Zhu Lin.

## Statistiche ITF

### Singolare

#### Vittorie (9)
| Torneo $100.000 (0) |
| Torneo $80.000 (0)  |
| Torneo $75.000 (0)  |
| Torneo $60.000 (0)  |
| Torneo $50.000 (0)  |
| Torneo $40.000 (0)  |
| Torneo $25.000 (2)  |
| Torneo $15.000 (7)  |

| N. | Data            | Torneo                               | Superficie  | Avversaria in finale  | Punteggio        |
| 1. | 28 ottobre 2018 | Djursholm Ladies, Stoccolma          | Cemento (i) | Tiffany William       | 7-5, 6-3         |
| 2. | 4 novembre 2018 | Stockholm Ladies, Stoccolma          | Cemento (i) | Jacqueline Cabaj Awad | 6(5)-7, 6–2, 6–4 |
| 3. | 27 luglio 2019  | Aamulehti Tampere Open, Tampere      | Cemento (i) | Victoria Kalaitzis    | 6–4, 6(2)-7, 6-3 |
| 4. | 4 agosto 2019   | Savitaipale Ladies Open, Savitaipale | Terra rossa | Ekaterina Kazionova   | 4-6, 7-6(3), 6–2 |
| 5. | 3 novembre 2019 | Stockholm Ladies, Stoccolma          | Cemento (i) | Elena Malõgina        | 7-5, 6-3         |
| 6. | 8 dicembre 2019 | Magic Tours, Monastir                | Cemento     | Yuriko Lily Miyazaki  | 7-6(6), 6-4      |
| 7. | 28 marzo 2021   | Magic Tours, Monastir                | Cemento     | Suzan Lamens          | 6-4, 2-6, 6-3    |
| 8. | 8 maggio 2022   | ITF Split Open, Spalato              | Terra rossa | Yuki Naito            | 7-6(4), 6-1      |
| 9. | 29 ottobre 2023 | Republican Girls, Istanbul           | Cemento (i) | Martyna Kubka         | 6-4, 3-6, 6-1    |

#### Sconfitte (11)
| Torneo $100.000 (0) |
| Torneo $80.000 (0)  |
| Torneo $75.000 (0)  |
| Torneo $60.000 (0)  |
| Torneo $50.000 (0)  |
| Torneo $40.000 (0)  |
| Torneo $25.000 (4)  |
| Torneo $15.000 (7)  |

| N.  | Data              | Torneo                                                            | Superficie    | Avversaria in finale    | Punteggio     |
| 1.  | 26 gennaio 2019   | Internationale Württembergische Hallenmeisterschaften, Stoccarda  | Cemento (i)   | Laura Ioana Paar        | 3-6, 1-6      |
| 2.  | 1º dicembre 2019  | Milovice Indoor Open, Milovice                                    | Cemento (i)   | Kaia Kanepi             | 4-6, 3-6      |
| 3.  | 9 maggio 2021     | Magic Hotel Tours, Monastir                                       | Cemento       | Angelica Raggi          | 6(4)-7, 4–6   |
| 4.  | 16 maggio 2021    | Magic Hotel Tours, Monastir                                       | Cemento       | Hanna Kubarava          | 1-6, 3-6      |
| 5.  | 12 settembre 2021 | Leiria Women's Tour, Leiria                                       | Cemento       | Jessika Ponchet         | 6(3)-7, 0-6   |
| 6.  | 5 dicembre 2021   | Jablonec nad Nisou Open, Jablonec nad Nisou                       | Sintetico (i) | Sarah Beth Grey         | 2-6, 2-6      |
| 7.  | 18 dicembre 2022  | Balaji Amines Solapur Open Women's ITF Tennis Tournament, Solapur | Cemento       | Priska Nugroho          | 4-6, 2-6      |
| 8.  | 7 aprile 2024     | Magic Hotel Tours by FTT, Monastir                                | Cemento       | Hina Inoue              | 2-6, 2-3 rit. |
| 9.  | 8 settembre 2024  | Leiria Women's, Leiria                                            | Cemento       | Matilde Jorge           | 6-1, 2-6, 1-6 |
| 10. | 23 febbraio 2025  | Bucharest Women's, Bucarest                                       | Cemento (i)   | Anouck Vrancken Peeters | 4-6, 6-1, 3-6 |
| 11. | 2 marzo 2025      | Leimen Women's, Leimen                                            | Cemento (i)   | Martyna Kubka           | 4-6, 6(4)-7   |

### Doppio

#### Vittorie (2)
| Torneo $100.000 (0) |
| Torneo $80.000 (0)  |
| Torneo $75.000 (0)  |
| Torneo $60.000 (0)  |
| Torneo $50.000 (0)  |
| Torneo $40.000 (0)  |
| Torneo $25.000 (0)  |
| Torneo $15.000 (2)  |

| N. | Data            | Torneo                      | Superficie  | Compagna       | Avversarie in finale       | Punteggio        |
| 1. | 28 ottobre 2017 | Djursholm Ladies, Stoccolma | Cemento (i) | Elena Malõgina | Malene Helgø Fanny Östlund | 6-2, 7-5         |
| 2. | 21 luglio 2019  | Merko Estonian Open, Pärnu  | Terra rossa | Elena Malõgina | Saara Orav Katriin Saar    | 3–6, 6–2, [5–10] |

#### Sconfitte (6)
| Torneo $100.000 (0) |
| Torneo $80.000 (0)  |
| Torneo $75.000 (0)  |
| Torneo $60.000 (0)  |
| Torneo $50.000 (0)  |
| Torneo $40.000 (0)  |
| Torneo $25.000 (1)  |
| Torneo $15.000 (5)  |

| N. | Data              | Torneo                                              | Superficie  | Compagna           | Avversarie in finale                   | Punteggio        |
| 1. | 18 novembre 2017  | OrtoLääkärit Open, Helsinki                         | Cemento (i) | Elena Malõgina     | Naima Karamoko Tess Sugnaux            | 5-7, 2-6         |
| 2. | 27 ottobre 2018   | Djursholm Ladies, Stoccolma                         | Cemento (i) | Elena Malõgina     | Alexandra Viktorovitch Lisa Zaar       | 5-7, 5-7         |
| 3. | 27 luglio 2019    | Aamulehti Tampere Open, Tampere                     | Cemento (i) | Isabella Bozicevic | Polina Bachmutkina Noel Saidenova      | 2-6, 3-6         |
| 4. | 21 settembre 2019 | Royal Cup NLB Banka, Podgorica                      | Terra rossa | Evgenija Levašova  | Amina Anšba Anastasia Dețiuc           | 6–2, 3–6, [7–10] |
| 5. | 7 novembre 2020   | Internazionali Tennis Val Gardena Südtirol, Ortisei | Cemento (i) | Federica Di Sarra  | Suzan Lamens Kimberley Zimmermann      | 6-3, 4-6, [9-11] |
| 6. | 27 marzo 2021     | Magic Tours, Monastir                               | Cemento     | Yasmine Mansouri   | Isabelle Haverlag Anastasija Pribjlova | 3-6, 1-6         |